# Sillfarsholmen

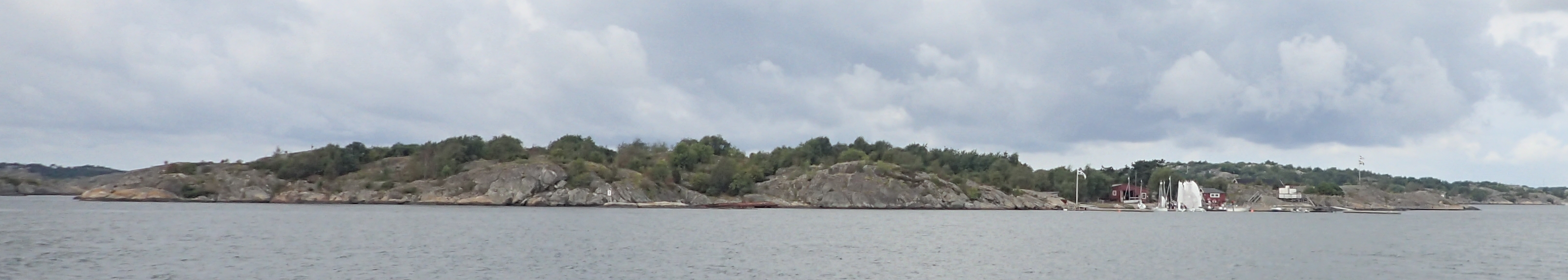
Sillfarsholmen, sedd från Stora Förö

Sillfarsholmen, även Æolusön, är en svensk ö Göteborgs södra skärgård. Ön används vid seglarläger på sommaren, våren och hösten. Lägren hålls av GKSS (Göteborgs Kungliga Segelsällskap). 
På sjökort benämns ön Sillfarsholmen. Namnet Æolusön tillkom 1935 då segelsällskapet Aeolus mot en ersättning av en krona övertog ägandet av ön från Västkustens Petroleum Aktie Bolag. På ön bodde då paret Bengt och Emma Larsson, som hade varit ansvariga för den oljedepå som då hade funnits på ön. Med löfte att få leva kvar på ön vid övertagandet bodde Bengt och Emma på ön till sin död 1946 respektive 1945.
1966 beslutade Segelsällskapet Aeolus att upphöra och gick upp i GKSS. Med sig hade sällskapet ön som nu blev GKSS egendom. Från 1968 har GKSS årligen arrangerat seglarläger och andra aktiviteter på ön. 
El drogs till ön 1970 och vatten anslöts 1973. Öns logement utökades med 24 platser 1974. Under lägren vid ön förekommer aktiviteter som spökrundor och discon. 